# Hypotacha idecisa
Hypotacha idecisa là một loài bướm đêm trong họ Erebidae.